# بيل لوكاس (مهندس معماري)
بيل لوكاس (بالإنجليزية: Bill Lucas)‏ هو مهندس معماري أسترالي، ولد في 31 ديسمبر 1924، وتوفي في 10 سبتمبر 2001.